# Новосибирский серпентарий
Новосибирский серпентарий (впоследствии Сибирский герпетологический центр). Был создан в 1989 году. Учредитель — ГУП «Новосибирскохота». Число сотрудников с 1989 по 2002 год варьировалось от 17 до 20 человек. Возглавлял Новосибирский серпентарий и Сибирский герпетологический центр с момента его образования В.А. Дударев. Единственный серпентарий на территории России.

## Сфера деятельности
Основная сфера деятельности: изготовление токсинов, змеиных ядов, а также других биологически активных веществ ядовитых животных; их отлавливание, заготовка, содержание и реализация; осуществление новых способов промышленного разведения, содержания, кормления и выращивания ядовитых и других видов животных; изготовление лекарств и медицинских препаратов на основе змеиных ядов, токсинов и других биологически активных веществ; научные исследования в области медицины, фармацевтики, биологии, биохимии, ветеринарии. Уникальнейшей разработкой Новосибирского серпентария является методика содержания змей, которая в определённых условиях позволяет производить максимальное количество яда, не меняя при этом его биохимического состава; методы выращивания ядовитых змей; технология очистки нативного яда, благодаря чему стало возможным продуцировать кристаллический змеиный яд высокой чистоты (99, 9 %), отличающийся повышенной ферментативной активностью. Новосибирский серпентарий обеспечивает потребности химико-фармацевтической промышленности России змеиными ядами, а также экспортирует их в другие страны.

## Интересные факты
- Новосибирский серпентарий, крупнейший в мире производитель яда гадюки, является также единственным производителем этого яда на территории Российской Федерации[2].
- В настоящее время единственном заказчком яда гадюки в России является химико-фармацевтический завод в Нижнем Новгороде, производящий мазь Випросал[2].
- По вине некоторых недобросовестных торговых партнёров репутация производимого в серпентарии яда сильно пострадала — в яд добавляли молотую кукурузу, желатин и канифоль. В связи с этим новосибирский серпентарий планирует подтвердить свой статус изготовителя высококачественной продукции, отказавшись от посредников, и выйти на мировой рынок самостоятельно. Уже как обладатель международного сертификата[2].
- Работники серпентария создали рецепт водки на основе змеиной желчи. По словам одного из сотрудников, водка обладает «приятной горчинкой» и имеет зеленоватый оттенок. Наряду с иммуностимулирующим воздействием на организм человека после употребления напитка было замечено такое положительное свойство как отсутствие «похмельного синдрома»[3].